# Проталина
Прота́лина — место, где ста́ял снег и открылась земля. Обычно проталины наблюдают весной. Вокруг одиноких стволов проталины образуются в виде глубоких воронок. Среди полей проталины кажутся чёрными или зеленоватыми, ближе к болотам — бурыми, на самих болотах — серыми и чёрными, а на лесных просеках проталины выглядят как сплошные белые линии.
Иногда проталиной называют оттаявшее место на любой замороженной поверхности.

## Фенология
В фенологии отмечают дату появления первых проталин с целью более точного определения подсезона таяния снега весеннего сезона. Появление первых проталин свидетельствует о температурном переломе и является верным признаком наступления весны.
Отмечают срок появления проталин на ровном месте, а не на склонах или буграх. Появление проталин на ровном месте обычно соответствует росту температур в полдень до 0 °C и переходу среднесуточной температуры выше −5 °C.
В средней полосе средний срок появления первых проталин — 18 марта, самый ранний срок — 3 марта, а самый поздний срок — 11 апреля.